# الباقم (بني ضبيان)

تعديل مصدري - تعديل

الباقم هي إحدى قرى عزلة بني ضبيان بمديرية بني ضبيان التابعة لمحافظة صنعاء، بلغ تعداد سكانها 15 نسمة حسب تعداد اليمن لعام 2004.